# Video assist
Il video assist è un equipaggiamento che montato su una cinepresa permette, con l'aggiunta di un monitor, al regista di vedere esattamente ciò che vede l'operatore in modo da garantire che le inquadrature siano eseguite secondo le sue direttive. Nelle telecamere digitali questo dispositivo non è necessario in quanto il chip video smista direttamente il segnale su più uscite, mentre in una cinepresa è necessario per visualizzare che cosa sta catturando la lente dell'ottica. Ciò è possibile tramite un piccolo chip presente all'interno del viewfinder.
I video assist sono ampiamente utilizzati nel cinema moderno durante la produzione e la fase di ripresa. Tuttavia, alcuni registi preferiscono fidarsi del loro operatore e li lasciano liberi di riprendere senza la pressione di essere monitorati, mentre altri vogliono assicurarsi che tutto sia ripreso esattamente come concepito.
L'attore e regista Jerry Lewis detiene il brevetto per questo sistema e ha avuto molto consenso per la sua invenzione. Tuttavia esistevano sistemi simili prima che Lewis iniziasse a sperimentare questo sistema nel film The Bellboy nel 1960.

## Video Assist moderno
Oggigiorno il termine video assist indica un sistema complesso formato da monitor, registratori, trasmettitori video, stampanti video, matrici e centinaia di metri di cavi. Il gruppo di persone che si occupa del video assist - gli operatori del video assist - sono incaricati dello spostamento, dell'operatività e della risoluzione dei problemi relativi a tutto il sistema che può facilmente riempire un camion di medie dimensioni. Il loro lavoro consiste nel collegare con dei cavi tutte le telecamere al sistema centrale - a cui spesso ci si riferisce con il termine video village - dove si trovano il regista, il direttore della fotografia, lo script supervisor, l'art director e molti altri membri dello staff. Sono usati anche trasmettitori video nel caso in cui le camere siano in luoghi non raggiungibili, siano in movimento, palmari o fisse.
Tutte le connessioni alle telecamere che arrivano all'interno del video village raggiungono il video trolley. Queste arrivano in diverse forme e dimensioni e sono spesso costruite a mano dagli operatori in base alle singole preferenze e alle necessità dello show. Sul carrello ci sono i registratori video, l'equipaggiamento più importante degli operatori VA. Il carrello, in genere, ha una matrice video, per fare interconnessioni veloci, molti piccoli monitor, una stampante video, tutti i ricevitori wireless, microfoni, computer, laptop, schede di digitalizzazione, UPS e un mucchio di piccoli utensili. Le immagini della telecamera sono inviate ad un grande monitor per il regista, e talvolta ad una seconda serie di monitor per i produttori, i clienti ecc. ecc.
Molto spesso il regista e il direttore della fotografia richiedono un insieme di monitor più piccoli, quindi la seconda serie può essere vista da tutti. Il video è spesso inviato anche al make-up, ai produttori, o a monitor separati per la cura degli effetti speciali. Un video assist complesso può avere fino a 20 monitor, dipende dal numero di telecamere che vengono usate, I monitor palmari wireless sono spesso usati dal regista quando si trova molto vicino agli artisti. I monitor on-board, montati direttamente sulla telecamera, aiutano l'operatore della messa a fuoco a seguire il colpo.
Il viewfinder e il beam splitter spesso vengono rimossi dai palmari perché non sono necessari. Quindi l'intera immagine viene proiettata nel video, rendendola due volte più luminosa e quindi di maggiore qualità (minori interferenze). In questi casi, anche l'operatore alla telecamera usa il monitor esterno. Anche se la qualità del video riprodotta dal video assist può variare notevolmente in base sia alla telecamera sia all'assist, viene sempre utilizzato come guida e niente di più. Poiché l'assist ha i propri controlli per l'esposizione, il contrasto, la correzione del colore e la messa a fuoco, non è possibile utilizzarlo per imparare qualcosa di più che il fotogramma. La telecamera video assist di solito ha una risoluzione notevolmente inferiore della telecamera tradizionale, così il focus critico è solitamente determinato dalla distanza tra la lente e l'oggetto misurata con un nastro.
Il comico e regista Jerry Lewis è considerato l'inventore di questo sistema, anche se sistemi simili a questo erano già in uso.

## Video assist sulle telecamere elettroniche
Mentre la presa video tradizionale non ha alcun significato su una videocamera o su una telecamera elettronica, produzioni su larga scala con telecamere HD o SD utilizzano ancora il video assist nel suo significato più ampio. In questo caso, il segnale video è alimentato dall'output video proprio della fotocamera, ed è di qualità significativamente migliore rispetto alle prese video tradizionali. Le telecamere HD possono produrre segnali video HD-SDI, che, quando vengono proiettati su un monitor di alta qualità, è quasi quello-che-vedi-è-quello-che-hai (what-you-see-is-what-you-get). Poiché le videocamere sono spesso meno tolleranti verso le immagini di elevato contrasto e con veloci cambi di luce, e il loro comportamento è difficilmente prevedibile rispetto ad una cinepresa, i direttori della fotografia che operano con telecamere HD si trovano spesso in tende oscurate, mentre guardano monitor HD costosi, per assicurarsi che l'immagine sia acquisita correttamente su nastro. Questa situazione sta migliorando poiché le più recenti telecamere tendono a simulare meglio le curve di gamma della pellicola.

## Altri usi del video assist
Mentre un equipaggiamento molto semplice di video assist è in grado solo di mostrare un'immagine in tempo reale, l'equipaggiameno moderno di VA permette di fare molto di più. L'immagine trasmessa dalla telecamera è registrata su un MiniDV o un Hi8 economico oppure su un hard disk. L'operatore VA tiene un registro preciso su cosa viene registrato e dove, annotando il time code o il nome del file. Lui/lei sono in grado quindi di ritornare su ogni punto del girato in breve tempo, anche appena dopo il ciak. Questo è fondamentale per il regista per vedere dove gli attori devono cambiare i loro movimenti o rigirare una parte di un dialogo, aiuta anche lo script supervisor. È molto facile controllare gli angoli di ripresa, correggere le sovrapposizioni, e i tempi della camera o le azioni con le controfigure. Il registratore VA solitamente può simulare l'under-cranking o over-cranking della fotocamera e accelerare o rallentare l'azione. Possono essere visualizzante anche le rampe (cambi di velocità nella ripresa).
L'ingranaggio del VA spesso include un sistema di editing portatile (di solito un computer portatile con una scatola di digitalizzazione e un software di editing), così tagli grossolani possono essere effettuati anche dall'operatore VA direttamente sul set. Un mixer video portatile è utile per estrarre la tonalità, le miscele o visualizzare gli effetti visivi. Una stampante video viene spesso utilizzata per stampare immagini o copie del set, angolazioni o facce per gli art designer, truccatori e gli sceneggiatori. Truccatori e ingegneri del suono solitamente richiedono un monitor separato, che riceva il segnale dal vivo per sapere ciò che sta accadendo davanti alle telecamere in modo da non dover continuamente entrare e uscire dal set. Una seconda unità o splinter gira immagini extra o b-roll può sostituire i registratori VA, per registrare i propri filmati, che viene quindi caricato nell'archivio dell'unità principale in modo che possa essere guardato e confrontato con il girato dell'unità principale. Gli operatori VA su unità distinte o postazioni remote oggi abitualmente vengono chiesti per caricare l'immagien in tempo reale sul flusso satellitare o internet in modo che l'Agenzia o il direttore possano guardarlo anche dall'altra parte del mondo.

## Il futuro del video assist
Il Video Assist è sempre più complesso, e i registi si appoggiano all'immagine video sempre più spesso. Il lavoro dell'operatore VA sta diventando sempre più complicata. Pochi anni fa un operatore VA doveva sapere solo come avviare un videoregistratore, collegarlo a un monitor CRT ed essere in grado di portare tutto fino alla collina. Ora gli operatori modificano sui computer, impostano i flussi di internet, gestione il database dei computer, implementano sistemi complessi di microonde, risolvono problemi di elettronica E portano tutto fino alla collina. L'introduzione della tecnologia HD nel commercio di film è ancora una grande sfida per l'industria VA, come l'improvviso aumento della qualità delle immagini e la maggiore dipendenza su di essa esercita una pressione in più sull'operatore, a cui spesso è affidata la calibrazione del monitor del direttore della fotografia.